# Electroacupuntura

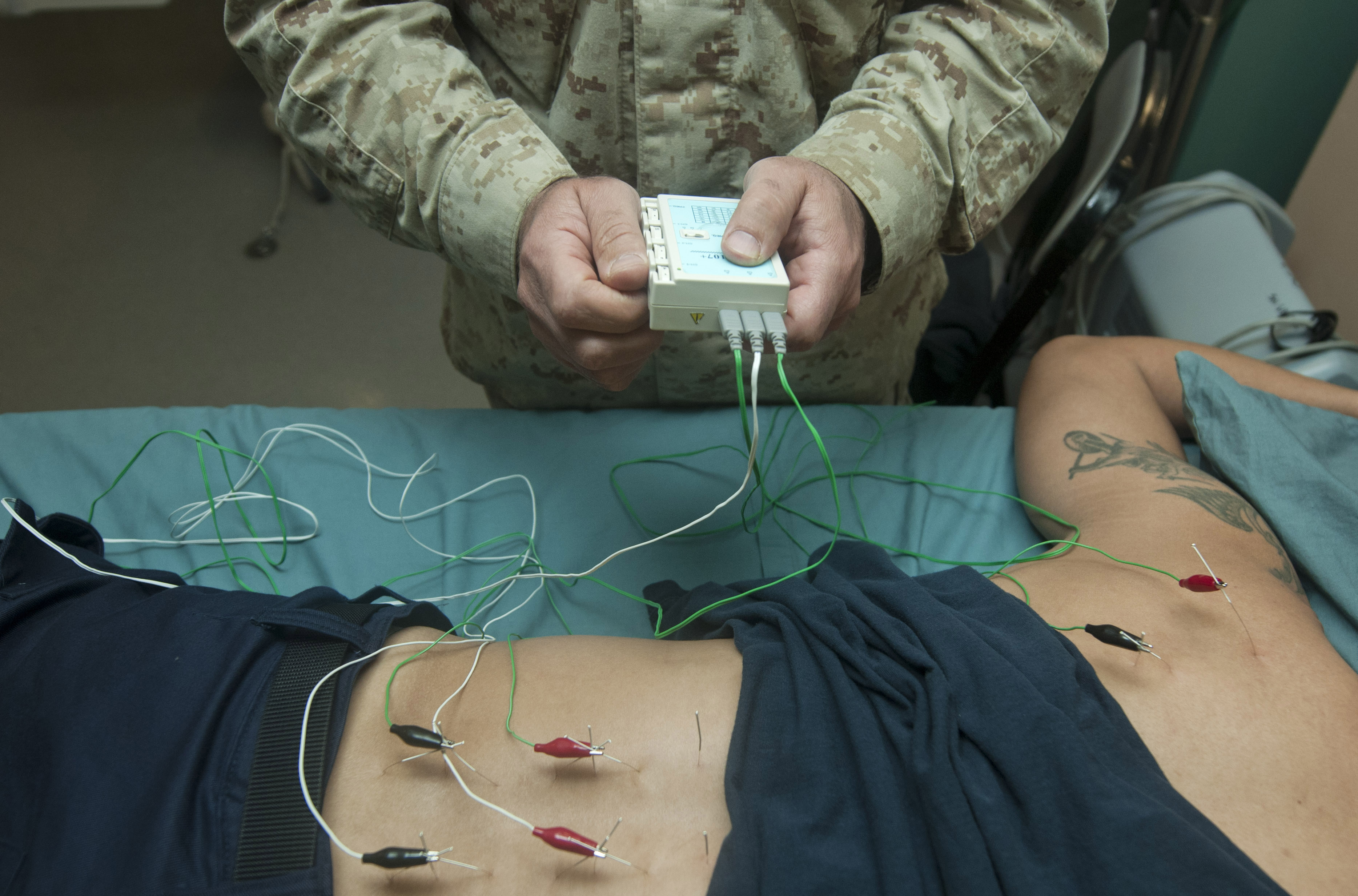
Electroacupuntura.

La electroacupuntura es una técnica de acupuntura en la que se aplica una pequeña corriente eléctrica entre pares de agujas de acupuntura. No debe confundirse con la neuroestimulación eléctrica percutánea (siglas en inglés PENS), que sí tiene bases científicas y efectividad comprobada.
De acuerdo con algunos Acupunturistas, esta práctica amplifica los resultados de la acupuntura convencional, puede restaurar la salud y el bienestar, es especialmente buena para el tratamiento del dolor. No hay evidencia científica sobre la seguridad o eficacia de la electroacupuntura. La revista científica The Medical Letter on Drugs and Therapeutics aconseja a los médicos que digan a sus pacientes que los dispositivos utilizados para la electroacupuntura y la exploración electro-intersticial «carecen de una justificación científicamente plausible y debe ser considerada como falsa».

## Uso por los acupunturistas
De acuerdo con Acupuncture Today, una revista para acupunturistas profesionales:

La electroacupuntura es muy similar a la acupuntura tradicional, ya que estimula los mismos puntos durante el tratamiento. Al igual que con la acupuntura tradicional, se insertan agujas en puntos específicos a lo largo del cuerpo. Las agujas se conectan a un dispositivo que genera impulsos eléctricos continuos mediante pequeños clips. Estos dispositivos se utilizan para ajustar la frecuencia e intensidad del impulso, dependiendo de la condición que debe tratarse. La electroacupuntura utiliza dos agujas a la vez, de modo que los impulsos pasan de una aguja a la otra. Varios pares de agujas pueden ser utilizados simultáneamente, generalmente por no más de 30 minutos.

Dicho artículo agrega lo siguiente:

De acuerdo con los principios de la medicina tradicional china, la enfermedad es causada cuando el qì no fluye adecuadamente por todo el cuerpo. Los acupunturistas determinan si el flujo del qì es débil, está estancado o desequilibrado, lo cual indica los puntos que deben estimularse. La electroacupuntura es considerada como especialmente útil para las condiciones en las que hay una acumulación del qì, como en los síndromes de dolor crónico, o en casos donde el qì es difícil de estimular.

La electroacupuntura es también denominada EA o electropuntura.

## Seguridad
Investigaciones de la Administración de Alimentos y Medicamentos de EE. UU. (FDA, por sus siglas en inglés) Centro para Dispositivos y Salud Radiológica (Rockville, Maryland) evaluaron tres dispositivos destinados a la electroestimulación con agujas de acupuntura. El abstract en PubMed resume sus hallazgos:

Tres electroestimuladores representativos fueron evaluados para determinar si cumplen con los parámetros nominales de salida etiquetados por los fabricantes y cómo son los parámetros medidos comparados con el estándar de seguridad escrito para estimuladores implantados de los nervios periféricos. Las salidas de pulsos (ancho de pulso, frecuencia y tensión) de los tres dispositivos se midieron con un osciloscopio a través de una resistencia de 500 ohmios, destinado a simular el tejido subdérmico estimulado durante electroacupuntura. Para cada dispositivo, por lo menos dos parámetros medidos no estaban dentro del 25 % de los valores reivindicados por el fabricante. Los valores medidos se comparan con el Instituto Nacional Estadounidense de Estándares (ANSI) AAMI NS15 estándar de seguridad para estimuladores implantados de nervios periféricos. Aunque para dos estimuladores el pulso de voltaje a la máxima intensidad fue superior a la especificada por la norma, el uso clínico a corto plazo puede ser seguro ya que la norma fue escrita para estimulación a largo plazo. Del mismo modo, la corriente neta desequilibrada DC, que podría dar lugar a daños en los tejidos, la electrólisis y la degradación electrolítica de la aguja de acupuntura, estaba dentro de los límites de la norma a 30 pulsos por segundo, pero no a frecuencias más altas. Las principales conclusiones son: (1) que las salidas de los electroestimuladores deben estar calibradas y (2) que los profesionales deben estar capacitados adecuadamente para usar estos electroestimuladores con seguridad.

## Evidencia científica
Desde el año 2002 se han ido realizando diversos metaanálisis, agrupando estudios sobre acupuntura y electroacupuntura, y se ha descubierto que los resultados de estos no aportan las pruebas suficientes para recomendar este tipo de terapias, debido, sobre todo, a la baja calidad de estos estudios en general.

### Enfermedades o lesiones para las que no se ha hallado suficiente evidencia científica
- Traumatismo craneoencefálico[4]
- Dismenorrea[5]
- Tabaquismo[6]
- Náuseas y vómitos en período posoperatorio[7]
- Náuseas y vómitos inducidos por la quimioterapia[8]
- Artritis reumatoide[9]
- Endometriosis[10]
- Hepatitis B[11]
- Dolor por cáncer en adultos[12]
- Trastornos del espectro autista[13]
- Trastorno por déficit de atención con hiperactividad (TDAH)[14]
- Miopía en niños y adolescentes[15]
- Depresión[16]
- Osteoartritis de las articulaciones periféricas[17]
- Miomas uterinos[18]
- Sofocos con antecedentes de cáncer de mama[19]
- Náuseas y vómitos en el embarazo[20]
- Ingurgitación durante la lactancia[21]
- Síndrome de piernas inquietas[22]

### Enfermedades o dolencias con cierta evidencia
- Tratamiento del dolor durante el parto[23]
- Cefalea tensional[24]